# 新江川
新江川（しんえがわ）は、埼玉県東松山市を流れる荒川水系の一級河川。

## 地理
東松山市大字石橋の東松山インターチェンジ付近の丘陵地帯（東松山台地）に源を発する。埼玉県道41号東松山越生線と交差する地点より2 km下流は東松山市管理の準用河川である。都幾川左岸沿いの低地を東に流れ、周囲の水田からの農業廃水や雨水を集めながら次第に流量を増す。埼玉県道345号小八林久保田下青鳥線と交差する地点で埼玉県管理区間の一級河川となる。国道407号国道407号バイパスを交差し、野本地区の田園地帯を南東方向に流れる。川島町との境の大字古凍付近で南に突き出た舌状台地の縁を回り込みながら南から北に向きを変え、国道254号バイパスを交差し、大字古凍の山王樋門で市野川右岸にほぼ直角に合流する。左岸側流域には野本古墳群や古凍古墳群などがあり、野本将軍塚古墳などの墳丘が点在する。
2019年（令和元年）秋の東日本台風において都幾川で堤防決壊が発生し、流域では浸水被害が発生した。また、市野川の合流点付近の山王樋門周辺でも本川の堤防決壊が発生し、浸水被害に見舞われている。その翌年から全体的な河川改修工事が始まり、河川の拡幅工事が行われている。
2020年（令和2年）から2022年（令和4年）にかけて東武東上本線交差地点では、3つのルートに分流する改修工事が行われている。
2022年（令和4年）には落差工が完成した。

## 流域の自治体
埼玉県
東松山市
比企郡川島町

## 橋梁
上流より記載
- 埼玉県道41号東松山越生線 - 準用河川起点
- 東武東上本線 - 橋架はなし、築堤で交差。
- 上野本橋（東松山市道80号） - 旧国道407号。2021年完成。旧称7-35号橋[5]。
- 東天神橋
- 八尺堂橋（埼玉県道345号小八林久保田下青鳥線） - 一級河川起点
- 野本橋（国道407号東松山バイパス）
- 下野本橋
- 赤刈橋
- 中妻橋
- 中根田橋
- 曲輪橋（東松山市道52号線）
- 熊野橋
- 今泉橋
- 鷹匠橋
- 友田橋（旧国道254号）
- 天神橋
- 根岸橋
- 新江川橋（国道254号川島バイパス）
- 古凍橋
- 山王樋門

## 流域の施設
- 東松山警察署
- 比企広域消防本部東松山消防署
- 川越公共職業安定所 東松山出張所
- 清見寺
- 東松山市野本市民活動センター
- 東松山市立野本小学校
- 利仁神社 - 野本将軍塚古墳の墳頂に鎮座する
- 無量寿寺（野本館跡）
- 吉祥寺
- 戸守氷川神社
- 東松山市 環境センター